# Twingherrenstreit

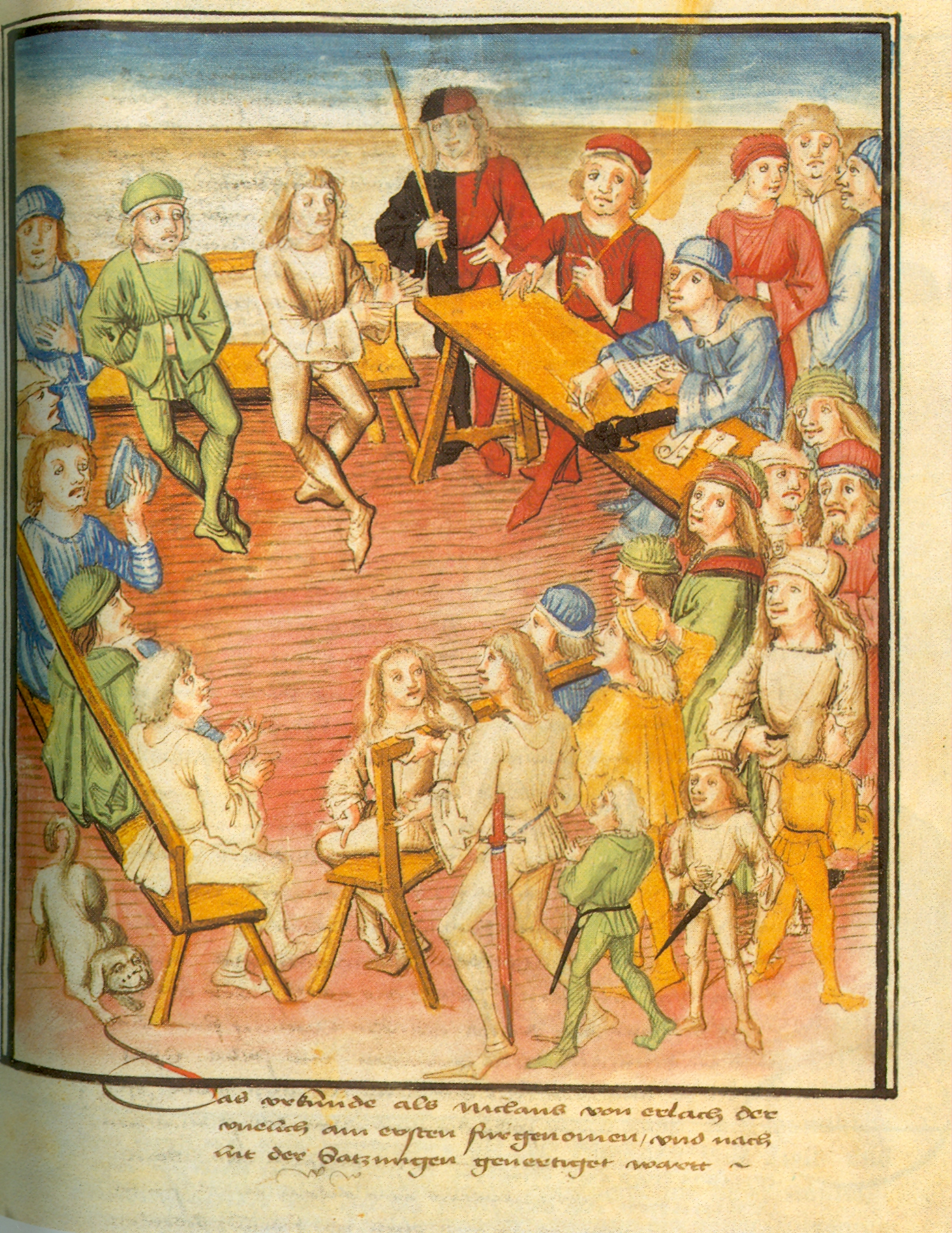
Illustration zum Twingherrenstreit in Diebold Schillings Berner Chronik (1485)

Der Twingherrenstreit (oder auch Berner Twingherrenstreit) fand zwischen 1470 und 1471 statt und war eine Auseinandersetzung zwischen dem städtischen Adel und den Notabeln der Stadt Bern.

## Vorgeschichte
Die Stadt Bern wurde seit ihrer Gründung von adligen Familien, wie den von Bubenberg, von Erlach, von Diesbach und anderen, beherrscht. Diese Vorherrschaft und die daraus resultierenden Standesprivilegien wurde im Laufe der Zeit von den bürgerlichen Handwerkern und ihren Gesellschaften (Zünften) in Frage gestellt. Gegen Ende des 15. Jahrhunderts kam es zwischen den Berner Twingherren und dem bernischen Rat zum Streit über die von den Twingherren geforderten Fuhrdienste. Einer der Forderungen während des Twingherrenstreits war die Abschaffung des Fuhrdienstes. 1464 kam es zum Diebstahl einer Hostie. Die Stadt Bern verabschiedete daraufhin eine Luxusordnung. Diese verbot das Tragen der Schnabelschuhe, Schleppen bei Frauen und Männerkleidern, wie es am burgundischen Hof Mode war.

## Twingherrenstreit
Am 23. April 1470 wurde der notable Metzgermeister Peter Kistler zum Schultheiss von Bern gewählt. Kistler hatte die Absicht, die adelig geltenden Geschlechter aus dem Rat zu drängen und deren Machtbefugnisse und Vorrechte zu Gunsten der Stadt Bern zu beschneiden. Der Rat verabschiedete erneut eine noch strengere Kleiderordnung als jene von 1464. Sprecher der Adelspartei und Hauptgegner von Peter Kistler war der Kürschnermeister Hans Fränkli.
Dies löste nun beim Adel heftigen Widerstand aus. Während einer Messe im Berner Münster erschienen die Familien von Bubenberg, von Erlach, von Diesbach, Matter, von Ringoltingen und andere demonstrativ in den verbotenen Kleidern.
Dies führte zu einer Gerichtsverhandlung, in der die adligen Familien auf ihre äusserliche Abgrenzung gegen das einfache Volk beharrten und dies als angeborenes, gottgewolltes Vorrecht verteidigten. Dies sei nur möglich, wenn man ihnen das Recht auf Schnabelschuhe und Schleppen zugestehe. Der Prozess endete mit Geldstrafen und alle Beteiligten wurden für einen Monat aus der Stadt Bern verbannt.
Der bernische Rat sah sich jedoch nach kurzer Zeit aus wirtschaftlichen Überlegungen gezwungen, die Verbannten wieder in die Stadt zu lassen und die Kleidergesetze zu Gunsten der adligen Familien abzuändern.

## Folgen
Der Versuch, die Rechte der alten Familien zu beschneiden, misslang zum grössten Teil, und Peter Kistler verlor 1471 das Amt als Schultheiss von Bern bereits wieder. Die Adligen konnten ihre Vorherrschaft erfolgreich gegen die Stadtbürger verteidigen. Alleine der Versuch des bürgerlichen Berns war jedoch bereits die Grundlage für den späteren Machtanspruch der Stadt Bern auf das umliegende Land.

## Bibliographie
- Regula Schmid: Reden, rufen, Zeichen setzen. Politisches Handeln während des Berner Twingherrenstreits 1469–1471. Chronos, Zürich 1995, ISBN 3-905311-78-X (Zugleich: Zürich, Universität, Dissertation, 1994).